# Liana Kanelli
Garyfallia (Liana) Kanelli (grekiska: Γαρυφαλλιά (Λιάνα) Κανέλλη), född 20 mars 1954 i Aten, är en grekisk politiker, kommunistisk parlamentsledamot och journalist.
Hon examinerade som journalist vid Atens universitet 1975 och arbetade efter det som presentatör, journalist, kolumnist och slikt. Hon betecknas som en polemisk, frank och uppriktigt reporter, gränsande till arrogant och uppkäftig.
Det var under en protest mot NATO:s bombning av gamla Jugoslavien 1999 som Liana framträdde som kommunist och som parlamentskandidat. Hon blev vald på Greklands kommunistiska partis lista 2000 och återvald 2004, 2007, 2009 och 2012.
I juni 2012 blev hon misshandlad i en direktsänd tv-debatt av parlamentsledamoten Ilias Kasidiaris.